# Kattnäs
Kattnäs är kyrkbyn i Kattnäs socken i Gnesta kommun i Södermanland, belägen vid Kyrkviken av Klövstafjärden i sjön Klämmingen.
I Kattnäs finns Kattnäs kyrka, Kattnässtugan, Kattnäs gamla skola samt fattighuset där ett nytt hus står över grunden efter en brand som förstörde den ursprungliga byggnaden år 2003.